# Amalie Baisch

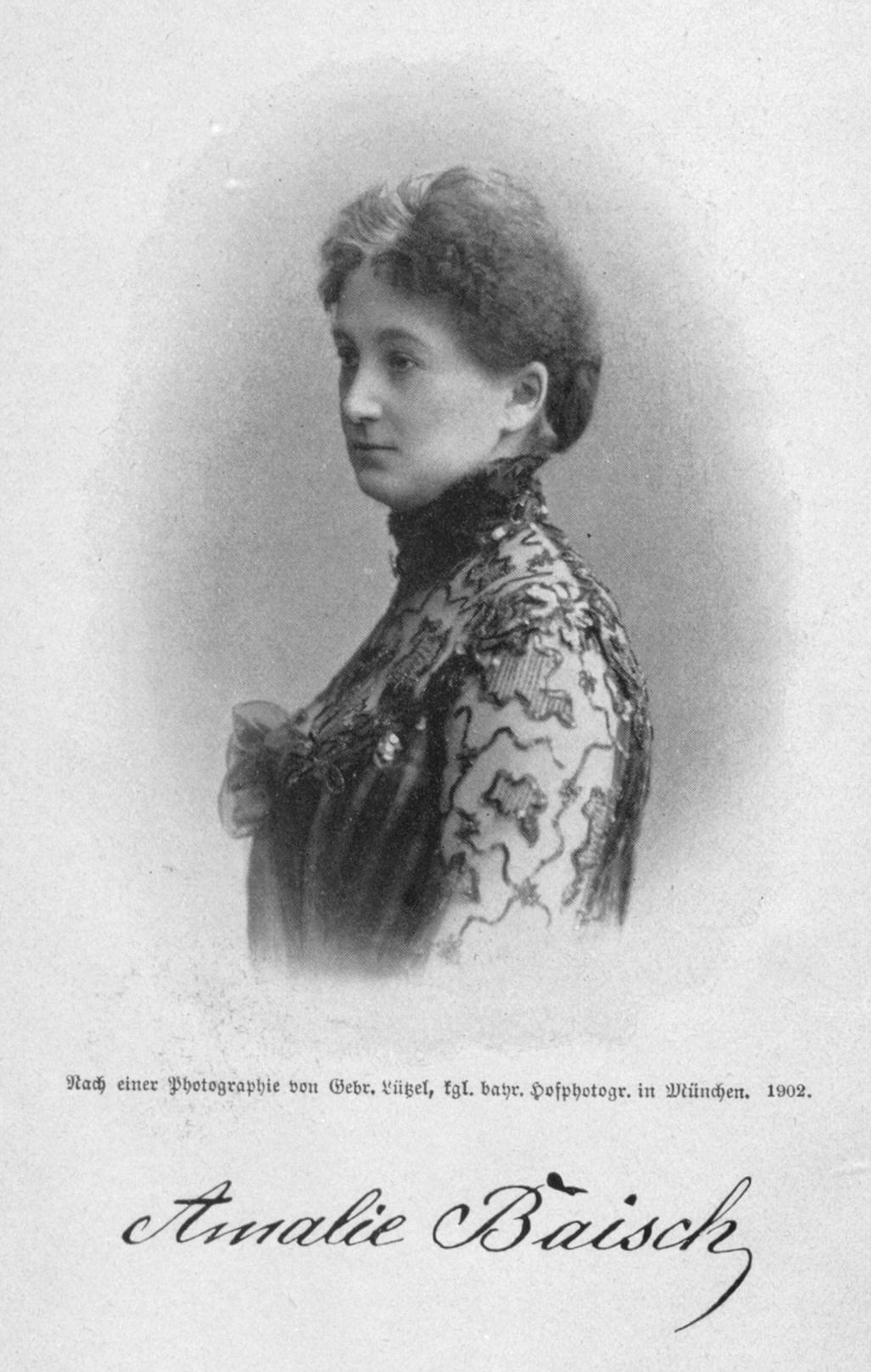
Amalie Baisch, 1902.

Amalie Baisch, geb. Marggraff, (Pseudonym: Ernesta, * 8. Oktober 1859 in München; † nach 1904) war eine deutsche Schriftstellerin. Ihre Ratgeberbücher wendeten sich an junge Mädchen und Frauen.

## Leben
Amalie Baisch wurde am 8. Oktober 1859 in München geboren. Ihr Vater war Rudolf Marggraff, Professor der Kunstgeschichte und Ästhetik und Generalsekretär an der Königlichen Akademie der bildenden Künste in München, ihre Mutter war Elisabeth Marggraff. Amalie Baisch besuchte das Max-Josef-Stift in München und nahm anschließend eine Stelle als Erzieherin in Paris an. Sie war Gast in den Pariser Salons und unternahm zahlreiche Reisen. Ihre Erfahrungen verarbeitete sie in literarischen Skizzen.
Im Jahr 1885 heiratete sie den Schriftsteller Otto Baisch (1840–1892). Dieser hatte während der 1870er Jahre in München ihren Vater Rudolf Marggraff kennengelernt, der 1880 starb und eine geplante Biographie über Johann Christian Reinhart nicht mehr realisieren konnte. Die Familie stellte Marggraffs umfangreichen Vorarbeiten Otto Baisch zur Verfügung, der sie als Grundlage für seine 1882 veröffentlichte Biographie „Johann Christian Reinhart und seine Kreise“ verwendete.
Otto Baisch hatte 1884 ein Jahr vor der Heirat die Stelle des Chefredakteurs der Illustrierten „Über Land und Meer“ in Stuttgart angenommen. In Stuttgart und der anregenden kulturellen Atmosphäre fand auch Amalie Baisch ihren neuen Wirkungskreis. Aus der Ehe ging der Sohn Hermann Baisch hervor (* 4. Juli 1886), der später den Namen Hermann Baisch-Gassner annahm.
Die Familie lebte ab 1886 in Stuttgart in einer Mietwohnung in der Neckarstraße 123 im Gebäude der Deutschen Verlags-Anstalt, dem Verlag von „Über Land und Meer“. Nach dem Tod ihres Ehemanns 1892 zog Amalie Baisch 1894 mit ihrem Sohn in die Kernerstraße 31, wo sie ein Jahr lang mit ihrer Mutter Elisabeth Marggraff zusammen wohnte. 1896 ging sie mit ihrem Sohn nach München zurück, wo sie 1898 in der Barer Straße 14 wohnte. Um 1900 lebte sie in Bayreuth. Sie verheiratete sich wieder mit dem Major Florian Gassner.

## Werk
Amalie Baischs Bücher wendeten sich an junge Mädchen und Frauen und hatten überwiegend Ratgebercharakter. Die beiden anthologischen Werke #Baisch 1889.1 und #Baisch 1893.2 entstanden „unter der Mitwirkung von zahlreichen namhaften Schriftstellerinnen und Schriftstellern“.
- Amalie Baisch: Aus der Töchterschule ins Leben. Ein allseitiger Berater für Deutschlands Jungfrauen. Unter Mitwirkung hervorragender Kräfte herausgegeben. Mit 1 Titelbild von Emanuel Spitzer. Stuttgart : Deutsche Verlags-Anstalt, 1889.
- Amalie Baisch: Die Schriftstellerin (1889). In: Günter Häntzschel (Hrsg.): Bildung und Kultur bürgerlicher Frauen 1850–1918 : eine Quellendokumentation aus Anstandsbüchern und Lebenshilfen für Mädchen und Frauen als Beitrag zur weiblichen literarischen Sozialisation. Tübingen : Niemeyer, 1986, Seite 295–298, pdf. – Abdruck aus #Baisch 1889.1, Seite 409–416.
- Amalie Baisch: Die kleine Feuerwehr. Mit Bildern von Fedor Flinzer (24 Seiten mit Illustrationen und 8 farbigen Tafeln). Stuttgart : G. Weise, 1892.
- Amalie Baisch: Der Mutter Tagebuch. Aufzeichnungen über die ersten Lebensjahre ihres Kindes. Mit Bildern von Ludwig von Kramer. Stuttgart : K. Thienemann, 1893.
- Amalie Baisch: Ins eigene Heim. Ein Buch für erwachsene Mädchen und junge Frauen. Unter Mitwirkung bewährter Kräfte. Stuttgart : Deutsche Verlags-Anstalt, 1893.
- Amalie Baisch: Das junge Mädchen auf eigenen Füßen. Ein Führer durch das weibliche Berufsleben. Stuttgart : Deutsche Verlags-Anstalt, 1902.
- Amalie Baisch: Hilde Stirner. Eine Jungmädchenerzählung. Berlin : Meidinger, 1909.

|  |  |